# Сьюзен Дей
Сьюзан Дей (англ. Susan Dey; (10 грудня 1952 , Пекін ) — американська акторка, відома ролями на телебаченні в ситкомі ABC «Сім'я Партриджів» (1970—1974) і правовій драмі NBC «Закон Лос-Анджелеса» (1986—1992), роль в якій принесла їй «премію Золотий глобус» у 1988 році. Членкиня правління центру допомоги жертвам зґвалтувань у медичному центрі імені Рональда Рейгана.

## Життєпис
Сьюзан Дей народилася 1952 року в Пекіні, штат Іллінойс, у сім'ї Рут Пайл Дей, медсестри, та Роберта Сміта Дея, редактора газети «Standard-Star» у Нью-Рошелі, штат Нью-Йорк. Мати померла у 1961 році, коли Сьюзен було вісім років. Сьюзен навчалася у початковій школі Колумба в Торнвуді, штат Нью-Йорк. Пізніше вона переїхала до Маунт-Кіско, штат Нью-Йорк, де закінчила середню школу Фокс-Лейн у 1970 році. 

## Кар'єра
У сімнадцятирічному віці, не маючи акторського досвіду, Дей отримала роль дочки героїні Ширлі Джонс у музичному ситкомі ABC «Сім'я Партріджів». У 1973 роль принесла їй номінацію на премію «Золотий глобус». Шоу транслювалось до 1974 року. У 1977 році вона зіграла головну роль у власному ситкомі «Любить мене, не любить мене» на CBS, який був закритий після шести епізодів.
У 1977 році Дей вирішила відкинути свій образ героїні з ситкомів, зігравши злісну матір, яка знущається з власної трирічної доньки в телевізійному фільмі «Мері Джейн Гарпер плакала минулої ночі». Пізніше того ж року вона зіграла головну роль у фільмі Paramount Pictures «Перше кохання», де вона з'явилася оголеною. Наступного року вона зіграла головну роль у телефільмі NBC «Маленькі жінки». У 1981 році вона знялася в кінофільмі «Лукер».
1983 року Дей повернулася на телебачення з основною роллю протагоніста в прайм-тайм мильній опері CBS «Емералд-Пойнт». Шоу було закрито після одного сезону навесні 1984 року. У 1986 році її кар'єра перейшла на новий етап завдяки ролі жорсткого адвоката Грейс Ван Оуен у відзначеному нагородами серіалі NBC «Закон Лос-Анджелеса». Роль принесла їй три номінації на премію «Еммі» за найкращу жіночу роль у драматичному серіалі і п'ять на «Золотий глобус» за найкращу жіночу роль у телевізійному серіалі — драма, з перемогою в 1988. Вона залишила шоу у 1992 році, після шести сезонів. У 2002 році вона знялася в телефільмі-возз'єднанні, де також було задіяно майже всі основні актори шоу.
У 1992—1993 роках Дей виконувала головну роль у ситкомі CBS «Любов і війна». Вона була звільнена з шоу після одного сезону через конфлікт із продюсерами і була замінена на Енні Поттс. З того часу вона продовжувала зніматися у зроблених для телебачення фільмах, які потім знайшли успіх на каналі Lifetime. Її остання поява на телебаченні була в 2004 році, в серіалі «Третя зміна».
У 2000-х роках Дей радикально змінила сферу діяльності, ставши членкинею правління центру допомоги жертвам зґвалтувань у медичному центрі імені Рональда Рейгана.

## Фільмографія
- 1972 — «Викрадач літаків»
- 1976 — «Бранець: Довга поїздка 2»
- 1976 — «Вулиці Сан Франциско» — Барбара Росс
- 1977 — «Перше кохання»
- 1981 — «Лукер»
- 1986 — «Ехо Парк»
- 1986-1992 — «Закон Лос-Анджелеса» — Ґрейс Ван Овен
- 1987 — «Неприємності Діка»
- 1989 — «Це адекватно»
- 1995 — «Смертельне кохання» — Ребекка Барнс
- 1995 — «Блакитна річка» — місіс Селлерс
- 1998 — «Помщений» — Марго
- 2002 — «Зникнення» — Петті Генлі
- 2003 — «Дощ» — Діана Девіс
- 2004 — «Третя зміна» — Доктор Брін